# Siège de Melilla (1774-1775)
Pour les articles homonymes, voir Siège de Melilla.
Le siège de Melilla de 1774-1775 est une tentative marocaine de prendre la ville de Melilla, préside espagnol au nord de l'Empire chérifien.

## Contexte et préparation
En 1773, le sultan Mohammed ben Abdallah envoie le commandant d'artillerie Sidi Tahar Fennis comme ambassadeur en Grande-Bretagne pour acquérir du matériel militaire. Ce soutien britannique a pour objectif d'occuper les Espagnols dans une guerre avec les Marocains pour freiner leur aide aux colonies britanniques d'Amérique du Nord.
Le 19 septembre 1774, Mohammed ben Abdallah envoie une lettre au roi d'Espagne Charles III dans lequel il explique que la paix entre eux ne pouvait se faire que par mer. Après l'annonce d'une alliance entre les Marocains et les Turcs de la régence d'Alger pour reprendre les présides espagnols en Afrique du Nord, Charles III déclare la guerre au Maroc le 17 octobre, après sept ans de paix et bonnes relations entre les deux pays.
La garnison de Melilla était initialement composée d'un régiment fixe, avec des compagnies commandées par les capitaines Antonio Manso et Vicente de Alva, et des détachements pour le maniement des vieilles pièces d'artillerie. 
Les Espagnols s'attendaient à une attaque imminente sur l'une de ses possessions en Afrique du Nord. Entre septembre et octobre 1774, une commission composée du maréchal Luis Urbina Caneja, de l'ingénieur Luis Caballero et du commandant du génie Luis Ailmen, est envoyée à Melilla pour préparer un rapport sur les améliorations défensives de la place.
De plus, Charles III ordonne le renforcement des défenses de Ceuta et Oran, en raison d'une éventuelle attaque. Les Espagnols n'apprennent que fin novembre le projet du sultan marocain Mohammed ben Abdallah de conquérir Melilla. Charles III renforce alors la garnison de Melilla et envoie le maréchal Juan Sherlock en tant que commandant général. Plus de 5 000 soldats défendent la ville       
De son côté, le sultan Mohammed ben Abdallah monte une g . . a.rmée de 30 à 40 000 hommes, dont une partie de mercenaires algériens, . Ils sont renforcés par une importante artillerie fournie par les Britanniques, soit 15 canons et 27 mortiers. Cependant, un blocus naval de la ville reste impossible étant donné la faiblesse de la flotte marocaine.

## Déroulement
Le 9 décembre 1774, l'armée marocaine met le siège devant Melilla, et démarre le bombardement de la ville à l'aide de son artillerie. Pendant ce temps, John Sherlock envoie un navire à Malaga pour demander des renforts. Le 11 décembre, un navire français arrive à Melilla avec à son bord des renforts venant de la péninsule. Ce même navire quitte la ville le 16 avec une partie de la population civile.
En 1775, un convoi britannique comprenant une aide matérielle promise aux Marocains est interceptée et capturée par les Espagnols. Entre-temps, voyant occupé l'armée marocaine, les Turcs rompent leur alliance et en profitent pour mener des incursions sur les frontières orientales du Maroc. De plus, bon nombre de mercenaires algériens ont déserté, privant le sultan Mohammed ben Abdallah d'une partie de ses forces.
Tout proche de remporter une victoire, le sultan marocain se voit dans l'obligation de lever le siège le 19 mars 1775, après cent jours de combats. Plus de 12 000 projectiles ont été lancés sur la ville causant plus de 600 tués et blessés chez les défenseurs.

## Sources

### Sources bibliographiques
1. 1 2 3 4 5 6 7  Rézette 1976, p. 38
2. 1 2  Institute of International Law 1894, p. 232
3. 1 2 3  Domínguez 1993, p. 140-144
4. ↑  Domínguez 1993, p. 144-148
5. ↑  Hamet 1923, p. 369

#### Francophone
- Robert Rézette, Les enclaves espagnoles au Maroc, Nouvelles éditions latine, 1976, 190 p. (lire en ligne)
- Ismaël Hamet, Histoire du Maghreb : cours professé à l'Institut des hautes études marocaines, E. Leroux (Paris), 1923, 501 p. (lire en ligne)
- Institute of International Law, Revue de droit international et de législation comparée : Volume 26, 1894, 668 p. (lire en ligne)

#### Hispanophone
- (es) Constantino Domínguez Sánchez, Melillerías: paseos por la historia de Melilla (siglos XV a XX), Ayuntamiento de Melilla, 1993 (ISBN 84-87291-35-X)